# Jure uxoris
Jure uxoris je latinský termín znamenající „z práva manželky“, odkazuje se tak na panovníka, který získal dotyčný panovnický titul manželstvím se svou ženou, která šlechtický titul zdědila (většinou po otci).
Ve středověku se manžel dědičky trůnu vždy stával po boku manželky např. králem z práva manželky. Postupem času bylo od této praxe upuštěno a v současnosti jsou manželé vládnoucích panovnic většinou tzv. princové-manželové nebo princové-regenti. 

## Podmínky
V Portugalsku se mužský choť nemohl stát králem jure uxoris, dokud vládnoucí královna neměla dítě a královského dědice. Přestože se královna Marie II. v roce 1836 provdala za svého druhého manžela, Ferdinand Sasko-Kobursko-Gothajský se stal králem Ferdinandem II. až v roce 1837, kdy se jim narodilo první dítě. První manžel královny Marie, Auguste z Beauharnais, se nikdy nestal panovníkem, protože zemřel dříve, než mohl zplodit dědice. Dítě královny se nemuselo narodit až po jejím nástupu na trůn. Například královna Marie I. již měla děti se svým manželem, když se stala královnou, takže její manžel se stal králem Petrem III. v okamžiku nástupu své ženy na trůn.
V současné době ve Španělsku může manžel šlechtičny užívat titul své manželky společensky, ačkoli on k tomu podle zákona není technicky oprávněný. Například Jaime de Marichalar byl během svého manželství s infantkou Elenou, vévodkyní z Luga často označován jako vévoda z Luga. Po jejich rozvodu přestal tento titul používat. Jeho švagr Iñaki Urdangarin byl označován jako vévoda z Palmy, než krále přiměla k odebrání titulu obvinění z korupce. Od 12. června 2015 tak již není označován jako vévoda z Palmy de Mallorca poté, co byl tento titul odebrán jeho manželce infantce Cristině.